# Mausoléu de Teodorico

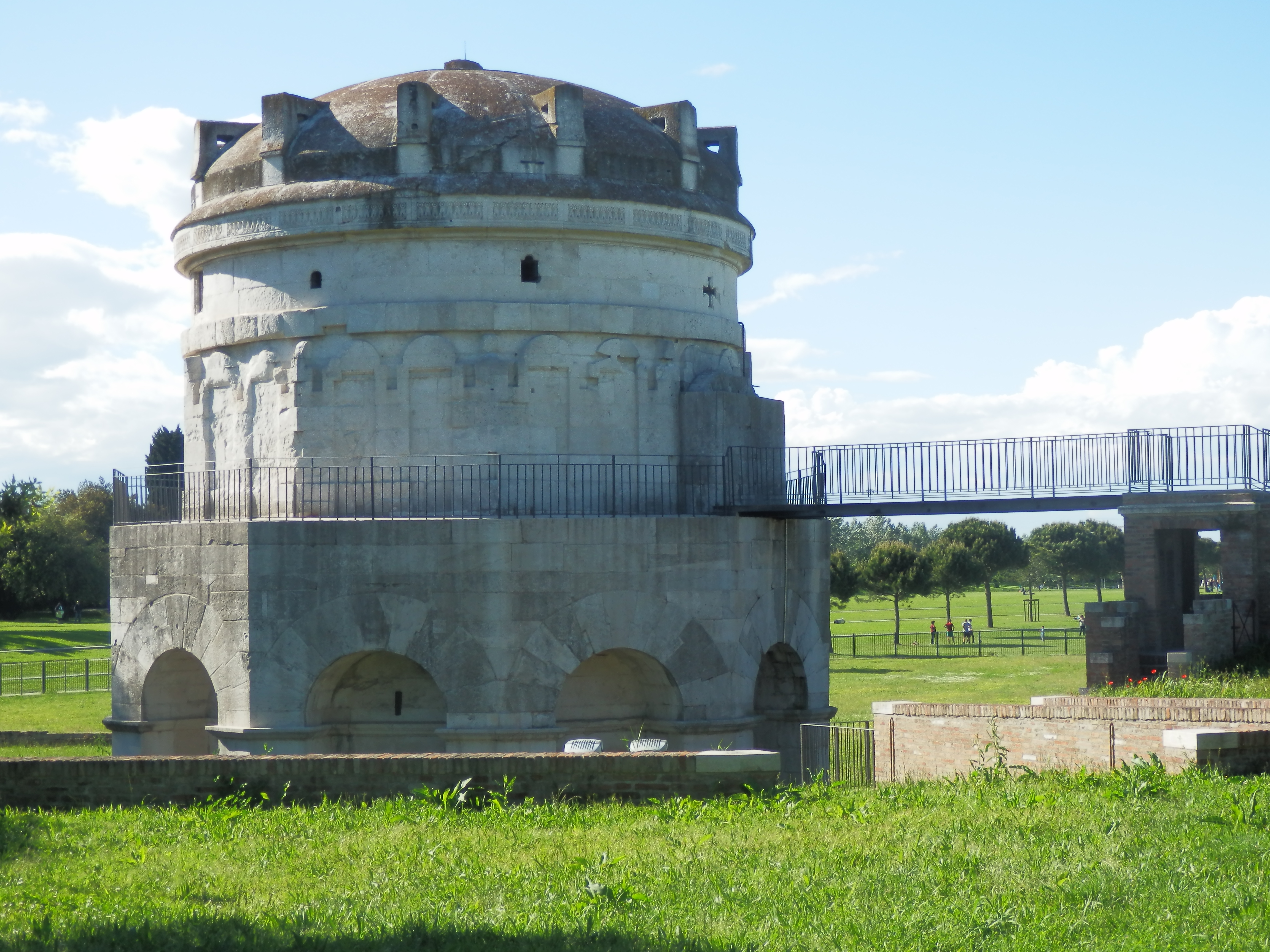
Foto Mausoléu de Teodorico

O Mausoléu de Teodorico foi construído fora de Ravena em 520, uns seis anos antes da morte de Teodósio, conta com uma planta circular (decagonal no exterior) e uma altura de dois pisos. Na parte superior acredita-se encontrar a tumba do ostrogodo. Embora os ornamentos sejam godos, possui estilo romano tardio, com claras influências bizantinas, posto que o edifício tornou-se uma capela cristã com Justiniano.